# Sven Kureti
Sven Kureti (* 9. November 1968 in Mannheim-Neckarau) ist ein deutscher Chemiker und Hochschullehrer. Seine Arbeiten befassen sich mit grundlegenden und angewandten Aspekten in den Bereichen Abgasreinigung, CO2-Minderung sowie Herstellung von synthetischen und biogenen Kraftstoffen.

## Leben
Kureti studierte von 1988 bis 1996 Chemie an der Universität Karlsruhe. Anschließend promovierte er im Arbeitskreis von Werner Weisweiler am dortigen Institut für Chemische Technik. Von 2000 bis 2001 absolvierte er einen Postdoc-Aufenthalt am gleichen Institut. Von 2001 bis 2010 arbeitete er als Gruppenleiter Abgaskatalyse am Institut für Technische Chemie und Polymerchemie der Universität Karlsruhe. Forschungsaufenthalte führten ihn an die ETH Zürich in das Institut für Chemie- und Bioingenieurwissenschaften. Die Habilitation erfolgte 2008 an der Universität Karlsruhe mit dem Mentor Henning Bockhorn. Von 2008 bis 2009 nahm Kureti einen Lehrauftrag für Chemische Reaktionstechnik an der Universität Leipzig wahr. Von 2009 bis 2010 war er Privatdozent am Karlsruher Institut für Technologie am Institut für Technische Chemie und Polymerchemie. Seit 2010 ist er Professor für Reaktionstechnik an der TU Bergakademie Freiberg am Institut für Energieverfahrenstechnik und Chemieingenieurwesen. Seit 2020 leitet er die Gruppe Chemische Prozesse und Katalyse des Fraunhofer-Instituts für Mikrostruktur von Werkstoffen und Systemen Halle in der Außenstelle Freiberg.

## Arbeitsgebiete
Kureti bearbeitet in seinem Arbeitskreis ausgewählte Problemstellungen der Reaktionstechnik.
Arbeitsgebiete sind: 
- Rationales Katalysatordesign,
- Abgaskatalyse,
- eisenbasierte Katalyse,
- Raffinerieprozesse und Synthesegaschemie und
- synthetische und biogene Kraftstoffe.

In der Arbeitsgruppe werden folgende Forschungsinhalte bearbeitet: 
- Entwicklung von Katalysatoren auf Grundlage von Struktur-Aktivitäts-Korrelationen,
- Aufklärung von Reaktionsmechanismen,
- Entwicklung global- und elementarkinetischer Modelle,
- Modellierung von Reaktoren und Prozesssimulation,
- Entwicklung von Prozess- und Syntheserouten und
- Charakterisierung und Strukturaufklärung von Einsatzstoffen und Reaktionsprodukten.

## Preise und Auszeichnungen
2005 erhielt Kureti den DECHEMA-Hochschullehrer-Nachwuchspreis für Technische Chemie.